# (3634) Iwan
(3634) Iwan est un astéroïde de la ceinture principale.

## Description
(3634) Iwan est un astéroïde de la ceinture principale. Il fut découvert par Claes-Ingvar Lagerkvist le 16 mars 1980 à La Silla. Il présente une orbite caractérisée par un demi-grand axe de 2,245 UA, une excentricité de 0,091 et une inclinaison de 4,3° par rapport à l'écliptique.
Il fut nommé en hommage à Iwan P. Williams du Quenn Mary College de Londres, en reconnaissance de ses travaux sur les pluies de météores et son intérêt pour les comètes et les planètes mineures.

## Compléments